# Essential Products
Essential Products（エッセンシャル・プロダクツ）は、かつて存在したアメリカの通信機器メーカー。2015年11月9日にアンディ・ルービンがカリフォルニア州パロアルトに設立した。同社はAndroidスマートフォン「Essential Phone」とEssential Phone用の360度カメラを含むアクセサリーを開発、製造、販売していた。2020年2月12日、同社は新端末の開発を進めていたが、「顧客に届けるための明確な道筋がない」として閉鎖した。

## 歴史

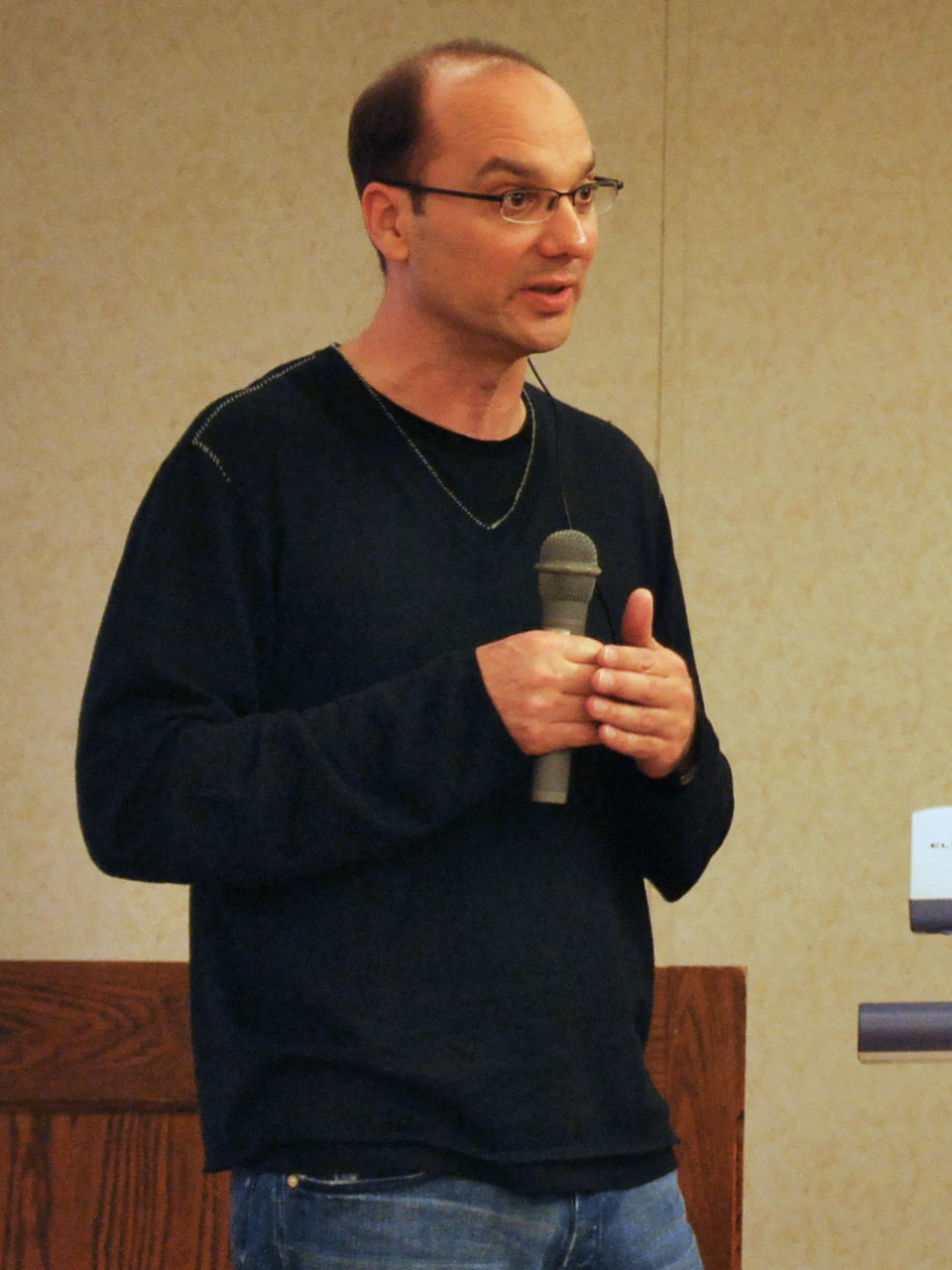
創業者のアンディ・ルービン

同社は2015年11月9日にAndroidの共同創業者のアンディー・ルーピンによってパロアルトに設立され、「プレイグラウンド・グローバル」からの出資を受けた。2016年12月、一ヶ月前にMagic LeapのCMO(最高マーケティング責任者)職を辞めていたブライアン・ウォレスがルービンと共に働いていると報じられた。「Essential」ブランド名の商標は同月に米国特許商標庁にも提出された。
2017年1月、同社が非公式にスマートフォンの公開を計画していると報じられた。3月に、ルービンは自身のTwitter上で未発表のスマートフォンのティーザー画像を公開した。5月25日、同社はTwitterアカウント上でスマートフォンのティーザー画像第二弾を公開した。5月30日に同社は「Essential Phone」と呼ばれるスマートフォンとスマートスピーカー「Essential Home」を発表した。
2017年8月、Amazon、テンセント、FoxconnがEssential Productsに出資したと報じられた。
2017年8月、同社はユニコーンとして評価された。
2018年5月25日、「Essential Phone 2」計画が廃止され、特許、製品、エンジニアリングの人材を含め全社的に売却される可能性があると報じられた。
2018年12月、EssentialはモバイルEメールアプリ「Newton」の所有企業CloudMagicを買収した。
2019年10月、EssentialはEssential Phoneの次期後継機「Gem」を発表した。このデバイスは他のどのスマートフォンよりもAIアシスタントに注力していると報じられた。
しかし、2020年2月12日時点で新製品は市場には登場せず、同社は「顧客に（Gemを）届けるための明確な道筋は存在しない」ため営業を終了することを発表した。

## 製品

### Essential Phone

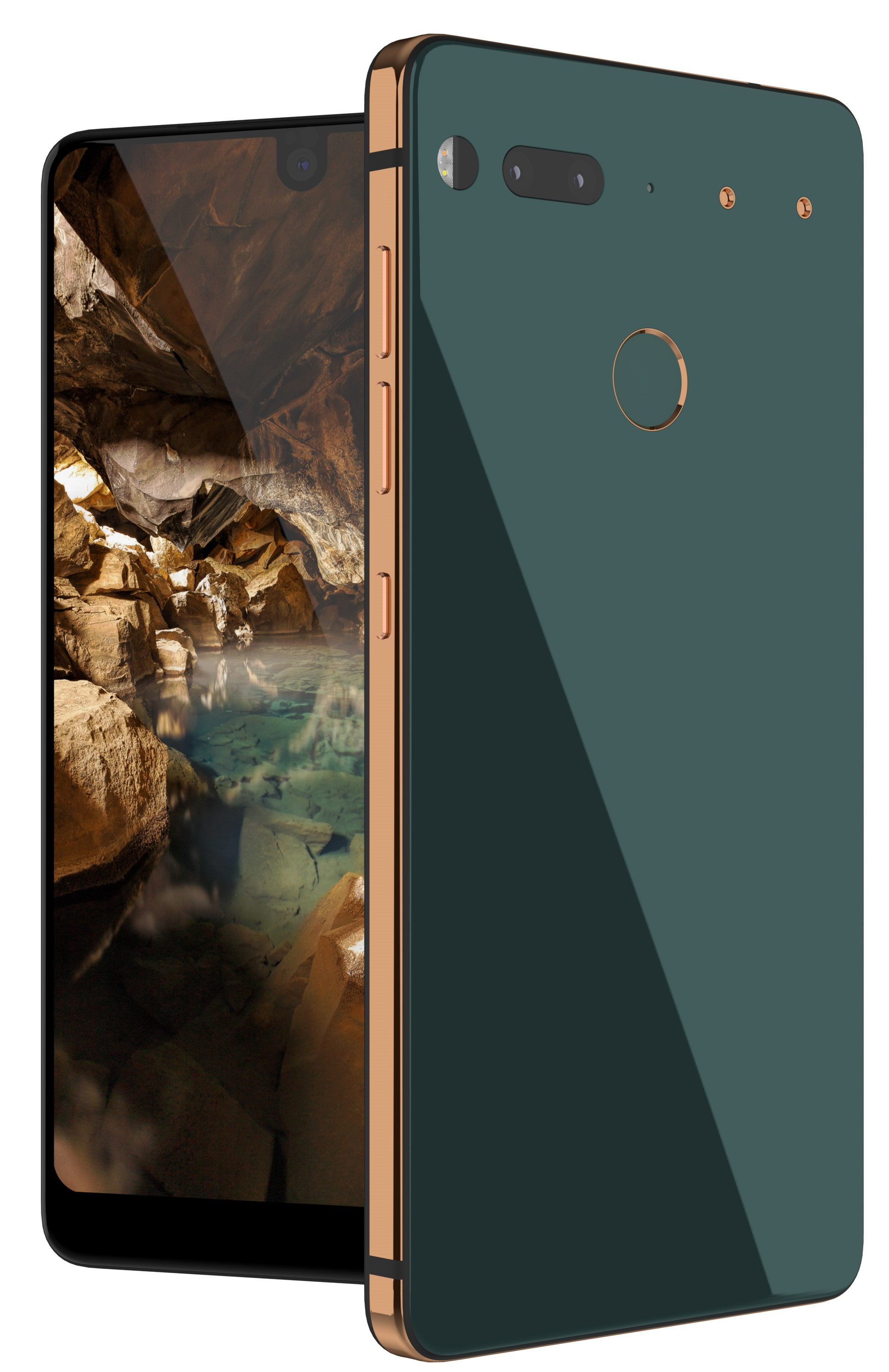
オーシャンデプス色のスマートフォン

Essential Phoneは2017年に発売されたスマートフォンである。このデバイスはAndroid 10へのアップグレードが可能で、当初は米国とカナダでのみ販売されていた。同社が廃業するため、セキュリティアップデートは2020年2月3日に配信されたものが最後となり、今後は提供されない。

### Newton Mail
2019年初頭、Essential Productsは2018年9月にサービスを終了したアプリ「Newton Mail」のデベロッパー「CloudMagic, Inc.」を買収した。買収された直後にNewton Mailはサービスを復活させた。Newtonは2020年4月30日にサービスを終了した。

### 未発売の製品

#### Project Gem
Project Gemは、Essential Productsが開発した二台目の携帯電話のプロトタイプである。2019年10月9日に同社のブログ記事で発表され、3ヶ月後の2020年2月12日にEssentialの閉鎖に伴いキャンセルされた。

#### Essential Home
Essential Homeは「Ambient OS」が動作するスマートスピーカー及びスマートハブ。このデバイスは2017年後半の発売が計画されていたが、発売されることはなかった。